# 国鉄ED95形電気機関車
国鉄ED95形電気機関車（こくてつED95かたでんききかんしゃ）は、日本国有鉄道（国鉄）で計画されていた電機子チョッパ制御の直流電気機関車であったが、未成車両として終わった。
本項ではED95形の量産機として製造が予定されていたが、同じく未成車両に終わったED63形電気機関車についても記述する。

## 概要
1980年代初頭、直流電気機関車は旧形のEH10形、EF15形、新性能機でも初期に導入されたEF60形の老朽化が進んでいた。ED63形は、これらの老朽機の置き換えが急務とされていた中で計画された新型電気機関車である。
D型であるが、ED76形に近い動力を持たない中間台車を装備したBo - 2 - Bo方式が計画されていた。走行装置では回生ブレーキと電機子チョッパ制御でEF65形・ED75形を上回る速度性能を持ち、1,200tの貨物列車や寝台特急（550ｔ）の牽引を可能としていた。外見は乗降・操車の容易化を目的として旧形機関車同様の先頭部にデッキを設ける予定であった。この他、機関車全体の軽量化を目指して無塗装のオールステンレス車体とする計画であった。
1982年には設計が完成して試作機としてED95形が製造される予定であったが、
同年11月のダイヤ改正による機関車牽引列車の削減などで直流機関車に余剰が発生したため、余剰車による転配で需要対応の目処が立ったことから、当分の間は製造を見送り、情勢を見守ることになった。その後昭和59年のダイヤ改正で直流電気機関車にさらなる余剰が発生したため、正式に本形式の製造は中止された。
国鉄の電機子チョッパ制御の電気機関車としては、1982年に瀬野八用補機のEF67形が既存機からの改造で登場している。